# Ника (кинопремия, 2011)
24-я церемония вручения наград национальной кинематографической премии «Ника» за заслуги в области российского кинематографа за 2010 год состоялась 7 апреля 2011 года в Московском театре оперетты.

## Список лауреатов и номинантов
Количество наград / номинаций:
- 3/9: «Край»
- 3/8: «Брестская крепость»
- 2/7: «Овсянки»
- 1/6: «Как я провёл этим летом»
- 0/5: «Кочегар»
- 2/2: «Китайская бабушка»
- 1/2: «Утомлённые солнцем 2: Предстояние»
- 1/1: «Мой друг доктор Лиза» / «Глазами призрака» / «Гадкий утёнок» / «Другое небо»

 • Победители выделены отдельным цветом. 
| Категории                                                                                 | Лауреаты и номинанты |
| ----------------------------------------------------------------------------------------- | --- |
| Лучший игровой фильм                                                                      | • Край (режиссёр: Алексей Учитель, продюсеры: Константин Эрнст, Алексей Учитель, Александр Максимов)                               |
| Лучший игровой фильм                                                                      | • Брестская крепость (режиссёр: Александр Котт, продюсеры: Игорь Угольников, Рубен Дишдишян, Владимир Заметалин)                   |
| Лучший игровой фильм                                                                      | • Как я провёл этим летом (режиссёр: Алексей Попогребский, продюсеры: Роман Борисевич, Александр Кушаев)                           |
| Лучший игровой фильм                                                                      | • Кочегар (режиссёр: Алексей Балабанов, продюсер: Сергей Сельянов)                                                                 |
| Лучший игровой фильм                                                                      | • Овсянки (режиссёр: Алексей Федорченко, продюсеры: Игорь Мишин, Мария Назари, Дмитрий Воробьёв)                                   |
| Лучший неигровой фильм                                                                    | • Мой друг доктор Лиза (режиссёр: Тофик Шахвердиев)                                                                                |
| Лучший неигровой фильм                                                                    | • Герман и Кармалита (режиссёр: Александр Столяров)                                                                                |
| Лучший неигровой фильм                                                                    | • День шахтёра (режиссёр: Андрей Грязев)                                                                                           |
| Лучший фильм стран СНГ и Балтии (награду вручали Владимир Палихата и Дарья Мороз)         | • Глазами призрака ( Азербайджан, Франция) режиссёр и продюсер: Рустам Ибрагимбеков                                                |
| Лучший фильм стран СНГ и Балтии (награду вручали Владимир Палихата и Дарья Мороз)         | • Граница ( Армения, Нидерланды) реж.: Арутюн Хачатрян, продюсеры: А. Хачатрян, Геворк Геворкян, Дэни Васлен                       |
| Лучший фильм стран СНГ и Балтии (награду вручали Владимир Палихата и Дарья Мороз)         | • Дела семейные ( Латвия) режиссёр: Андрис Гауя, продюсер: Мадара Мелберга                                                         |
| Лучший фильм стран СНГ и Балтии (награду вручали Владимир Палихата и Дарья Мороз)         | • Евразиец (, ) режиссёр: Шарунас Бартас, продюсеры: Грегуар Дабайи, Юрга Дикчувине                                                |
| Лучший фильм стран СНГ и Балтии (награду вручали Владимир Палихата и Дарья Мороз)         | • Похититель света (, ) режиссёр: Актан Арым Кубат, продюсеры: Алтынай Койчуманова, Седомир Колар, Танассис Каратанос, Дэни Васлен |
| Лучший анимационный фильм (награду вручал Иван Охлобыстин)                                | • Гадкий утёнок (режиссёр: Гарри Бардин)                                                                                           |
| Лучший анимационный фильм (награду вручал Иван Охлобыстин)                                | • Со вечора дождик (режиссёр: Валентин Ольшванг)                                                                                   |
| Лучший анимационный фильм (награду вручал Иван Охлобыстин)                                | • Шатало (режиссёр: Алексей Дёмин)                                                                                                 |
| Лучшая режиссёрская работа (награду вручала Галина Волчек)                                | • Алексей Попогребский за фильм «Как я провёл этим летом»                                                                          |
| Лучшая режиссёрская работа (награду вручала Галина Волчек)                                | • Алексей Балабанов — «Кочегар» |
| Лучшая режиссёрская работа (награду вручала Галина Волчек)                                | • Александр Котт — «Брестская крепость»                                                                                            |
| Лучшая режиссёрская работа (награду вручала Галина Волчек)                                | • Алексей Учитель — «Край» |
| Лучшая сценарная работа                                                                   | • Денис Осокин — «Овсянки» |
| Лучшая сценарная работа                                                                   | • Алексей Балабанов — «Кочегар» |
| Лучшая сценарная работа                                                                   | • Алексей Попогребский — «Как я провёл этим летом»                                                                                 |
| Лучшая мужская роль (награду вручали Александр Ширвиндт и Лолита Милявская)               | • Владимир Машков — «Край» (за роль Игната)                                                                                        |
| Лучшая мужская роль (награду вручали Александр Ширвиндт и Лолита Милявская)               | • Павел Деревянко — «Брестская крепость» (за роль полкового комиссара Ефима Фомина)                                                |
| Лучшая мужская роль (награду вручали Александр Ширвиндт и Лолита Милявская)               | • Сергей Пускепалис — «Как я провёл этим летом» (за роль Сергея Гулыбина)                                                          |
| Лучшая женская роль (награду вручали Борис Берман и Ильдар Жандарёв)                      | • Нина Русланова — «Китайская бабушка» (за роль Милы Денисовны)                                                                    |
| Лучшая женская роль (награду вручали Борис Берман и Ильдар Жандарёв)                      | • Ксения Раппопорт — «Золотое сечение» (за роль Мари)                                                                              |
| Лучшая женская роль (награду вручали Борис Берман и Ильдар Жандарёв)                      | • Аньорка Штрехель — «Край» (за роль Эльзы)                                                                                        |
| Лучшая мужская роль второго плана (награду вручали Александр Ширвиндт и Лолита Милявская) | • Евгений Миронов — «Утомлённые солнцем 2: Предстояние» (за роль ст. лейтенанта Изюмова)                                           |
| Лучшая мужская роль второго плана (награду вручали Александр Ширвиндт и Лолита Милявская) | • Виктор Сухоруков — «Овсянки» (за роль Весы)                                                                                      |
| Лучшая мужская роль второго плана (награду вручали Александр Ширвиндт и Лолита Милявская) | • Евгений Цыганов — «Брестская крепость» (за роль лейтенанта Почерникова)                                                          |
| Лучшая женская роль второго плана                                                         | • Ирина Муравьёва — «Китайская бабушка» (за роль Екатерины)                                                                        |
| Лучшая женская роль второго плана                                                         | • Мария Звонарёва — «Человек у окна» (за роль Ирины Дроновой)                                                                      |
| Лучшая женская роль второго плана                                                         | • Юлия Пересильд — «Край» (за роль Софьи)                                                                                          |
| Лучшая операторская работа                                                                | • Юрий Клименко — «Край» |
| Лучшая операторская работа                                                                | • Павел Костомаров — «Как я провёл этим летом»                                                                                     |
| Лучшая операторская работа                                                                | • Михаил Кричман — «Овсянки» |
| Лучшая музыка к фильму                                                                    | • Андрей Карасёв — «Овсянки» |
| Лучшая музыка к фильму                                                                    | • Эдуард Артемьев — «Утомлённые солнцем 2: Предстояние»                                                                            |
| Лучшая музыка к фильму                                                                    | • Валерий Дидюля — «Кочегар» |
| Лучшая работа звукорежиссёра                                                              | • Филипп Ламшин и Анатолий Белозеров — «Брестская крепость»                                                                        |
| Лучшая работа звукорежиссёра                                                              | • Владимир Головницкий — «Как я провёл этим летом»                                                                                 |
| Лучшая работа звукорежиссёра                                                              | • Кирилл Василенко — «Край» |
| Лучшая работа художника                                                                   | • Алим Матвейчук — «Брестская крепость»                                                                                            |
| Лучшая работа художника                                                                   | • Вера Зелинская — «Край» |
| Лучшая работа художника                                                                   | • Андрей Понкратов и Алексей Потапов — «Овсянки»                                                                                   |
| Лучшая работа художника по костюмам                                                       | • Сергей Стручёв и Владимир Корецкий — «Брестская крепость»                                                                        |
| Лучшая работа художника по костюмам                                                       | • Надежда Васильева — «Кочегар» |
| Лучшая работа художника по костюмам                                                       | • Галина Деева и Марк Ли — «Край»                                                                                                  |
| Открытие года (награду вручали Алексей Герман мл. и Виктория Король)                      | • Дмитрий Мамулия (режиссёр) — «Другое небо»                                                                                       |
| Открытие года (награду вручали Алексей Герман мл. и Виктория Король)                      | • Андрей Карасёв (композитор) — «Овсянки»                                                                                          |
| Открытие года (награду вручали Алексей Герман мл. и Виктория Король)                      | • Алексей Копашов (мужская роль) — «Брестская крепость»                                                                            |

### Специальные награды
- Приз «Честь и достоинство» вручён Народному артисту РСФСР Сергею Юрьевичу Юрскому (награду вручал Дмитрий Быков).
- Специальный приз Совета Академии «За вклад в кинематографические науки, критику и образование» вручён киноведу, историку кино, Заслуженному деятелю искусств России Армену Николаевичу Медведеву.
- Специальный приз Совета Академии В честь 50-летия полёта человека в космос вручён оператору Махмуду Мухамедзяновичу Рафикову, первому снявшему Юрия Гагарина, после его возвращения из космоса.